# 小牧次生
小牧 次生（こまき つぎお、1911年（明治44年）9月 - 没年不詳）は、昭和期の実業家、政治家。衆議院議員。

## 経歴
鹿児島県薩摩郡、のちの川内市（現薩摩川内市）で生まれる。1936年（昭和11年）東京帝国大学法学部政治学科を卒業した。
三井鉱山（現日本コークス工業）に入社。終戦直前に帰郷した。その後、鹿児島造船役員、東亜重工業役員、西日本建設業保証 (株) 営業所長などを務めた。
戦後、山中貞則らと青壮年同志会に加わり青年団運動に参画。1947年（昭和22年）鹿児島県議会議員に当選し、山中らと清新クラブを結成して活動し、高校振興対策委員に在任し高校の整備統合に尽力した。1952年（昭和27年）副議長に就任した。故冨吉榮二の後継として1955年（昭和30年）2月の第27回衆議院議員総選挙で鹿児島県第2区から右派社会党公認で出馬して初当選。1958年（昭和33年）5月の第28回総選挙で日本社会党公認で出馬して再選され、衆議院議員に連続2期在任した。1960年（昭和35年）民主社会党（民社党）の結成に参画。社会党鹿児島県支部連合会副会長、同顧問、同党総務部副部長、同沖縄対策特別委員会事務局長、同組織委員会学生対策部長、同国土開発特別委員長、民主社会党中小企業対策副委員長などを務めた。1960年11月の第29回総選挙では民主社会党公認で立候補したが落選し、政界を引退した。
その後、中越パルプ工業顧問などを務めた。